# Bewening van Christus (Anthony van Dyck)
De Bewening van Christus, soms ook De Kleine Nood Gods genoemd, is een werk van Anthony van Dyck. Hij vervaardigde het in opdracht van de Italiaanse abt Cesare Alessandro Scaglia in 1635. Het olieverf op doek meet 115 x 208 cm en bevindt zich in de collectie van het Koninklijk Museum voor Schone Kunsten Antwerpen. Het draagt inventarisnummer 404.

## Context
Van Dyck schilderde het werk in 1634-1635 te Antwerpen, toen hij reeds teruggekeerd was van zijn verblijf in Italië en Engeland. Hij had het thema al meermaals behandeld, maar nooit eerder in de Bolognese stijl die hij toepaste op het Antwerpse doek. Dit is het laatste grote schilderij van hem dat bewaard is gebleven.
De opdracht voor deze Bewening kwam van Cesare Alessandro Scaglia die naast abt (Staffarda en Mandanici) ook diplomaat, zakenman en kunsthandelaar was. Als Londens ambassadeur werkte hij voor de Spaanse koning Filips IV. Hij werkte zelfs samen met Peter Paul Rubens tijdens enkele van diens diplomatieke missies. Zijn laatste jaren verbleef Scaglia in het Antwerpse minderbroederklooster. Hij verbleef er vanaf 1637, enkele jaren nadat hij Van Dyck de opdracht had gegeven een bewening van Christus te schilderen. Naast dit werk bezat hij nog zes andere Van Dycks. Hij werd ook meermaals door hem geportretteerd. De Bewening van Christus zou boven zijn graf in de Onze-Lieve-Vrouw-van-de-Zeven-Weeën-kerk te komen hangen. Het werd uiteindelijk in 1641, na zijn dood, in de door Scaglia opgerichte kapel gehangen. Gezien het altaar pas in 1637 gewijd werd, bestaat de mogelijkheid dat Van Dyck het schilderij in Londen schilderde. Het groeide uiteindelijk door de vele reproducties uit tot een van Van Dycks bekendste religieuze werken.
Anthony van Dyck was net zoals Rubens en Jordaens een van de zeventiende-eeuwse grootmeesters in de Vlaamse schilderkunst. Hij was – volgens de meester zelf – Rubens’ beste leerling. Het waren vooral de persoonlijke beeldtaal en Rubens’ vernieuwende manier van schilderen die zijn leerling erg aanspraken. Ze werkten meermaals samen aan grote opdrachten. Net zoals zijn meester was hij ook buiten Antwerpen actief. Hij werd vooral bekend als vermaard portrettist bij de adel in heel Europa.

## Beschrijving
De zeventiende eeuw was een diep-religieuze periode. Van kunstenaars werd daarin verwacht dat ze aan Bijbelse voorstellingen een sterke emotionele waarachtigheid konden geven. Daarin slaagde Van Dyck volgens kunstwetenschappers zeker. Het onderwerp dat hij hier weergeeft, is de Bewening van Christus. Het is een gebeurtenis tussen de kruisiging en graflegging in die niet door het Nieuwe Testament wordt vermeld, maar el door het apocriefe evangelie van Nicodemus. De oudste voorstellingen komen uit de elfde-eeuwse Byzantijnse kunst. Van Dyck opteerde voor het Noord-Europese type (Christus die over de volle lengte van het doek op de voorgrond ligt en omringd wordt door rouwende heiligen). Ook Rogier van der Weyden vervaardigde zo’n stuk.
Van Dycks Bewening van Christus is een variatie op de traditionele piëta. Traditioneel is de bewening, een voorstelling van Moeder Maria met haar gestorven Zoon op de knieën, aan de voet van Christus’ kruis gesitueerd. Hier speelt de gebeurtenis zich echter af bij het rotsgraf van Christus. Hij ligt op de steen waarop Nicodemus hem balsemde voor hij in het graf werd gelegd. De naam ‘piëta’ (‘imago de pietate’) duidt op haar intense medelijden en meeleven met het lijden van Christus, haar enige zoon. Deze intense emotionele band benadrukte van Dyck door haar af te beelden in kruishouding met gestrekte armen en open handpalmen. Het is een iconografische voorstelling die reeds honderd jaar eerder bij Rosso Fiorentino’s Kruisafneming te zien was. De nadruk op Maria’s verdriet past perfect bij een altaarstuk voor de kerkkapel met de naam Onze-Lieve-Vrouw-van-de-Zeven-Smarten.
In zijn Bewening wist de kunstenaar een uitgesproken emotionaliteit mee te geven. Door het aantal figuren te beperken, net zoals te opteren voor een sobere locatie, slaagde van Dyck erin het hele gebeuren een hoge graad van intimiteit te bezorgen. Vaak kozen kunstenaars, in tegenstelling tot Van Dyck, vanaf de late middeleeuwen om de groep uit te breiden met diverse personages die volgens de Bijbel aanwezig waren bij Christus’ begrafenis. Dat waren Johannes Evangelist, Nicodemus, Jozef van Arimathea, Maria Magdalena en nog enkele andere vrouwen die hielpen bij de voorbereidingen van de begrafenis. Daartoe behoren niet de twee engelen, die van Dyck hier nochtans wel weergeeft. Sinds de vijftiende en zestiende eeuw werden ze geassocieerd met het sterven. Ze zouden de dode begeleiden in zijn stervensuur. Dat is de enige verklaring voor hun aanwezigheid, op de persoonlijke wensen van de opdrachtgever na dan.
Het onderwerp van het schilderij speelt zich dicht bij de toeschouwer af. Het geheel geeft een koude en sombere indruk, naast het onderwerp deels veroorzaakt door het kille coloriet. De blauwe kleur van de doek waarop Christus’ lichaam ligt, herhaalde van Dyck in de wolken bovenaan het tafereel. Voor Maria’s hoofddoek, evenals de gewaden van Johannes en de engelen, gebruikte van Dyck warmere tonaliteiten met subtiele contrastverschillen. Omdat de vijf personages bijna het gehele oppervlakte in beslag nemen, blijft er amper plaats over voor een rots of dramatische achtergrond. De rotsen waartegen Maria leunt, herhalen zich in de grijze engelenvleugels. Het uitgestrekte lichaam van Christus heeft zich volledig aangepast aan het smalle, maar brede doek. De grote, platte steen waarop Christus ligt, doet denken aan een altaar. Zijn hoofd rust op de rechterknie van Maria waardoor het bovenlichaam ietwat omhoog komt en tegelijkertijd naar voren kantelt, in de richting van diegene die naar het schilderij kijkt. Geen van de figuren kijkt naar buiten, geen van hen kijkt de beschouwer aan. Niets leidt af van het geofferde lichaam. De nadrukkelijkheid waarmee het lichaam en bloed van Christus aan de gelovige worden getoond, heeft een betekenis die raakt aan een van de meest fundamentele katholieke leerstellingen, die door het protestantisme werd verworpen, en die de Contrareformatie in de beeldende kunst verdedigd wilde zien: het dogma van de Transsubstantiatie. Volgens dit dogma veranderen door de consecratie bij het misoffer het brood en de wijn in lichaam en bloed van Christus. Van Dycks altaarstuk vormde als het ware de geschilderde dimensie van de handeling die de priester op het altaar verrichtte.
In de loop der geschiedenis werd er wellicht aan het schilderij gesleuteld. Kunstwetenschappers konden uit prenten die naar het schilderij gemaakt werden afleiden dat er oorspronkelijk een brede boven- en onderrand aanwezig was. De reden achter de vreemde verhoudingen van het doek, is de oorspronkelijke functie van het werk als predella.

## Materiaal-technische benadering
De Pierpont Morgan Library in New York is in het bezit van een krijtstudie naar dit werk. Dat toont dat de kunstenaar drie posities voor de Christus’ armen uitprobeerde. Uiteindelijk opteerde hij voor de laagste en teven meest vanzelfsprekende houding. Waarschijnlijk werd de studie in het Antwerpse atelier vervaardigd.
In tegenstelling tot de krijtstudie, valt van Dycks trefzekerheid op in het schilderij. Kunstwetenschappers vonden geen compositieveranderingen, in tegenstelling tot wat de catalogus doet vermoeden. Deze vermeldde namelijk een mogelijke formaataanpassing, gezien gravures een boven- en onderrand toonden. Wellicht was het reeds in de achttiende eeuw dat men het doek doubleerde (papverdoeking) en opspande door middel van een spierraam met nagels. Zowel het originele- als doubleringsdoek toont een horizontale naad. Sporen van een onregelmatige fabricatie wijzen erop dat het doek met de hand geweven is.
Boven op het werk lag een vergeelde vernislaag die op sommige plaatsen sterk opgehoogd bleek. Het veroorzaakte een vertekening van de kleurschakering. Het ‘gedempte olijfgroen coloriet’, dat de mei-editie van Kunst en Cultuur in 1999 beschreef, bestond in feite uit een vergeelde, vervuilde vernislaag en talrijke overschilderingen. Bovendien bleek dat de slijtage van de verflaag omvangrijk was, zeker op Maria’s blauwe mantel. Het pigment daarvan was daarnaast ook verkleurd. De brede overschilderingen waaraan het doek in de loop der tijd ten prooi was gevallen, camoufleerde in eerste instantie deze slijtage. Toen restauratoren van het Koninklijk Museum voor Schone Kunsten Antwerpen de vernislagen verwijderden, kwam de werkelijke omvang van de overschilderingen aan het licht. Het schilderij werd bedekt door gekleurde, plaatselijk semi-transparante lagen. Deze waren getint naargelang de onderliggende kleur. Het oorspronkelijke kleurenpalet van de kunstenaar, dat verrassend helder en fris bleek te zijn, kwam pas aan bod nadat de restauratoren al de overschilderingen hadden verwijderd.

## Provenance
Het Koninklijk Museum voor Schone Kunsten Antwerpen kwam in het bezit van dit werk na de succesvolle recuperatie van het werk uit Frankrijk. Er zijn nog andere versies van De Bewening bewaard. Eén daarvan bevindt zich in München en is gedateerd (1634). Onder andere een privécollectie in Rome is ook in het bezit van een variant. Er bestaat nog een andere interpretatie van het thema, die zoals het Antwerpse doek horizontaal is opgevat en waarschijnlijk kort daarna tot stand kwam.